# 湯殿山神社 (西川町大井沢)
湯殿山神社（ゆどのさんじんじゃ）は、山形県西村山郡西川町大井沢中村にある神社である。もとは大日寺という真言宗寺院であり、全国の他の湯殿山神社と区別するため、大日寺跡湯殿山神社とも呼ばれている。

## 祭神
大山祇神・大己貴命・少彦名命の3神である。

## 由来
明治初頭までは、神仏習合の修験道の山、出羽三山湯殿山派の別当寺4ヶ寺の1寺である金色山大日寺であった。『妙学坊文書』によると、大日寺は、天長年間（824 - 34年）に空海によって建立されたという。その後荒廃し、無住寺となっていたが、応永年間（1394 - 1428年）に道智という僧が「道智道（後述）」を開削して中興の祖となり、さらにその後、天文7年（1538年）に、勢真によって再興され、湯殿山派別当寺4ヶ寺の1寺として、羽黒修験道の拠点となった。
大日寺の最盛期は江戸時代である。延宝2年（1674年）の大火で伽藍が焼失したが、亮海によって再興され、貞享元年（1684年）に勅命により、国家鎮護玉体安穏の祈願寺となった。これ以降、江戸の誕生院から280匁の大鐘が奉納されるなどして寺勢が強まった。大日寺は、霊験あらたかな「日本七大霊場」の1ヶ所にも数えられ、主に関東地方、磐城、岩代、置賜からの参拝者を迎えた。大日寺を発って出羽三山へと向かう行者の列は、「湯殿まで笠の波打つ大井沢」と詠まれるほどで、当時の伽藍は6軒7坊を数え、大井沢には26坊もの宿坊があったと言われる。
明治元年（1868年）の神仏分離令により、神仏習合であった大日寺は寺号を廃し、神社となった。これにより、本尊であった大日如来・阿弥陀如来・観世音菩薩の3像を米沢市小野川の宝珠寺に、地蔵菩薩像を当時の大井沢村長に譲るなどし（当神社前にある中村地蔵尊は、大井沢村長に引き取られた地蔵菩薩を本尊としている）、寺宝は大日寺に縁のある諸寺院や個人に引き取られて散逸した。さらに、明治36年（1904年）に再び火災が発生し、絢爛な伽藍は仁王門、山王堂、鐘楼を残して全て焼失した。

## 境内
- 鳥居
- 仁王門
- 山王堂
- 社殿
- 社務所
- 湯殿山板碑
- 大イチョウ

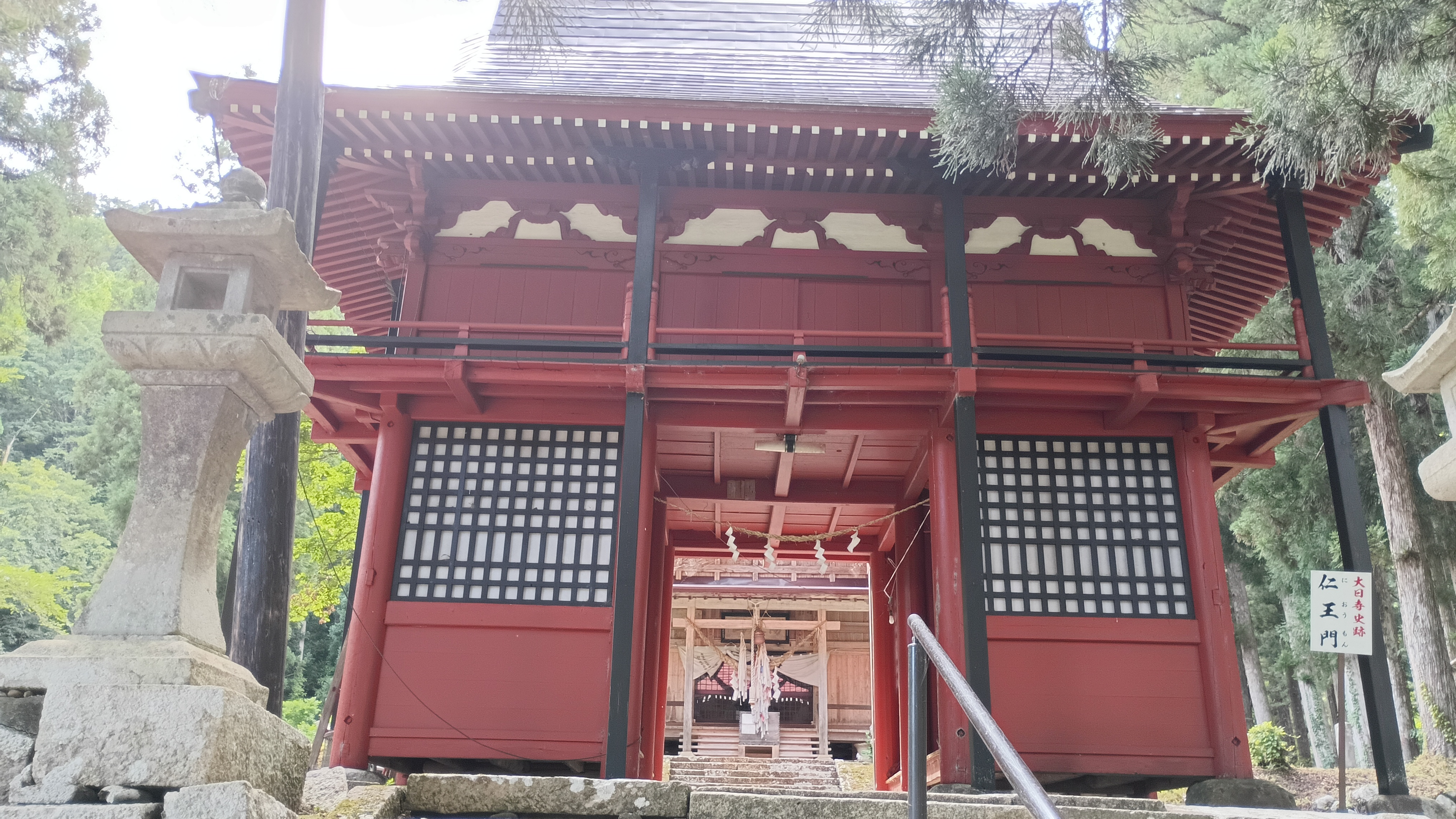
仁王門

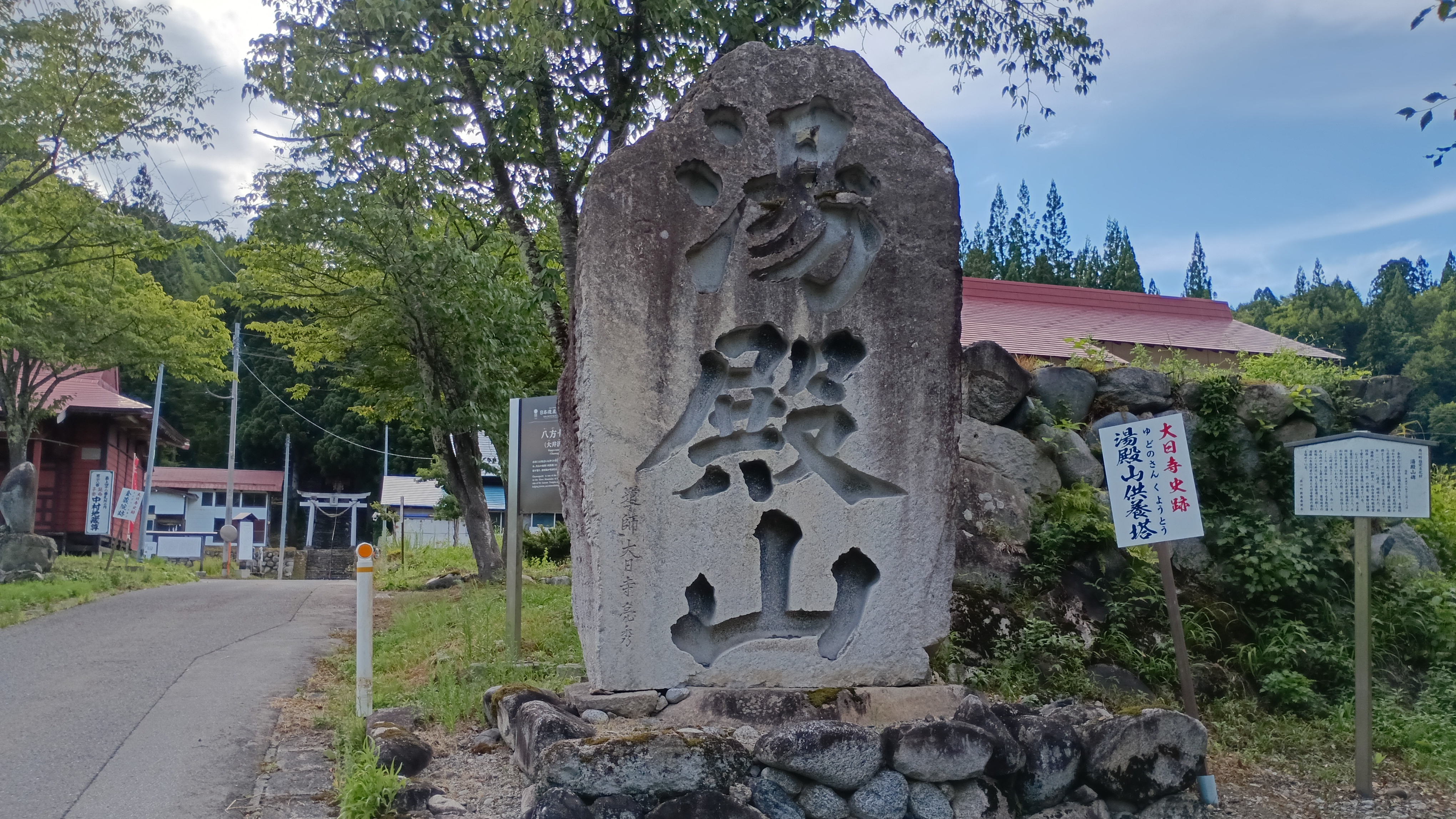
湯殿山供養塔

※その他、往時の伽藍の台座が残されており、寺院の大きさを偲ぶことができる。

## 祭事
9月第2土曜日･日曜日に例大祭が行われる。この例大祭は、「大井沢秋まつり」と銘打たれている。この祭りでは、地域の人々による、神輿や、当山派(醍醐寺三宝院)の修験者による柴灯護摩（火渡り）の神事が行われる。神事ではあるが、当山派修験者が詠唱する般若心経が響き渡り、仏教系(密教)修験道の拠点であった歴史を偲ぶことができる。

## 道智道

### 行程
白鷹町黒鴨 - 茎の峯峠 - 朝日町ぶな峠 - 大江町古寺(千眼寺南光院) - 地蔵峠 - 西川町大井沢(大日寺)
大日寺中興の祖である僧、道智は応永年間、置賜地方との出羽三山参拝の便を図るため、黒鴨から朝日連峰の山中を縫い、大井沢へと通じる参拝道を開削した。これにより、大日寺は置賜および、南東北･関東地方から三山詣でへと向かう行者の玄関口となり、大いに栄えることとなった。
出羽三山は女人禁制であったことから、女性行者は大日寺までしか行けず、ここで参詣を行い、男性行者は通行手形を受け取り、ここからさらに砂子関、志津を通って出羽三山への登拝を行った。大日寺では、志津に「賄い小屋」を建て、行者の便宜を図った。
このような経緯から、大日寺は置賜地方との関係が強く、神仏分離に当たって、大日寺の本尊は、住職が大日寺で修行を行った縁で、米沢の宝珠寺に引き取られることとなった。また、道智道の起点に当たる黒鴨の曹洞宗巌龍山蔵髙院には、湯殿山派の僧であった光明海上人の即身仏が安置されている。
現在、道智道は茎の峯峠が廃道化するなどして踏破することは不可能だが、黒鴨林道、西五百川林道、真室川小国大規模林道を経由することで、黒鴨から大井沢まで、車による通り抜けが可能である。